# Флорентийский университет
Флоренти́йский университе́т (итал. Università degli Studi di Firenze, UNIFI) — один из крупнейших и старейших университетов Италии. Расположен во Флоренции. В нём обучается около 60 000 студентов. В 2010 году университет занял 328 место в мире по рейтингу Top Universities, составленному Times Higher Education.

## История
Studium generale («всеобщая школа») возникла во Флоренции в 1321 году. В конце XV и начале XVI века учебное заведение не раз переводилось из Флоренции в Пизу. В 1859 году реорганизовано в Институт практических занятий и повышения квалификации, просуществовав под этим названием до 1923 года.

## Структура
В университете 12 факультетов:
- архитектурный
- инженерный
- искусств
- математических, физических и естественных наук
- медицинский
- педагогический
- политологии
- психологии
- сельскохозяйственный
- фармакологический
- экономический
- юридический

## Знаменитые преподаватели и выпускники
- Маурицио Буфалини — итальянский медик, государственный деятель.
- Джильберто Гови — итальянский физик и политик; участник Рисорджименто.
- Энрика Калабрези ─ итальянский зоолог, энтомолог и герпетолог[2].
- Джованни Сартори — итальянский и американский философ, политолог и социолог.
- Джованни Спадолини — итальянский журналист, историк, политик и государственный деятель.
- Алессандро Пертини — итальянский политик-социалист, президент Италии с 1978 по 1985 год.
- Энрико Ферми — выдающийся итальянский физик, лауреат Нобелевской премии по физике (1938).